# Podštěly (hradiště)
Podštěly jsou hradiště na Jezerském vrchu severovýchodně od Podštěl u Chyše v okrese Karlovy Vary.

## Historie
Osídlení Jezerského vrchu doložil zjišťovací archeologický výzkum provedený v roce 1981 Darou Baštovou, která popsala existenci nevýrazných částečně spečených valů a v jedné ze sond nalezla keramický materiál datovaný do pozdní doby halštatské a časné doby laténské. Podle jejího popisu val obklopoval plochu s rozlohou asi tři hektary. Novější výzkum však existenci popsaných valů nepotvrdil, ale lidarové snímky a částečně také geodetické zaměření lokality prokázalo dvě linie valů ve směru jihozápad–severovýchod, které by mohly být pozůstatkem opevnění.
Je možné, že hradiště na Jezerském vrchu bylo v určitém vztahu s mocenským centrem, kterým bylo hradiště na Vladaři. Pravděpodobně plnilo roli strážního bodu u cesty na Podbořansko a do povodí Ohře.